# Historia del cine

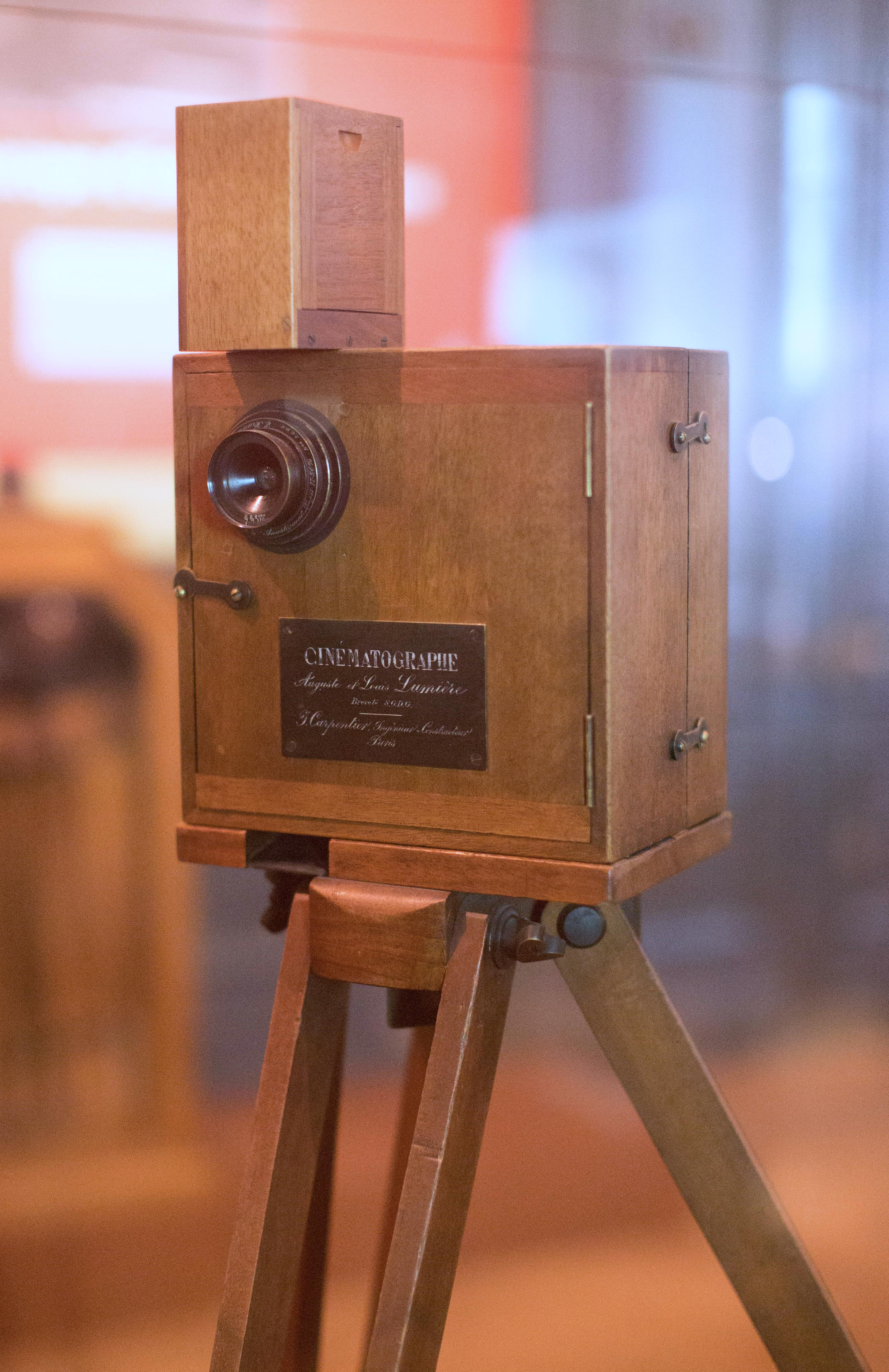
Cámara de los hermanos Lumière.

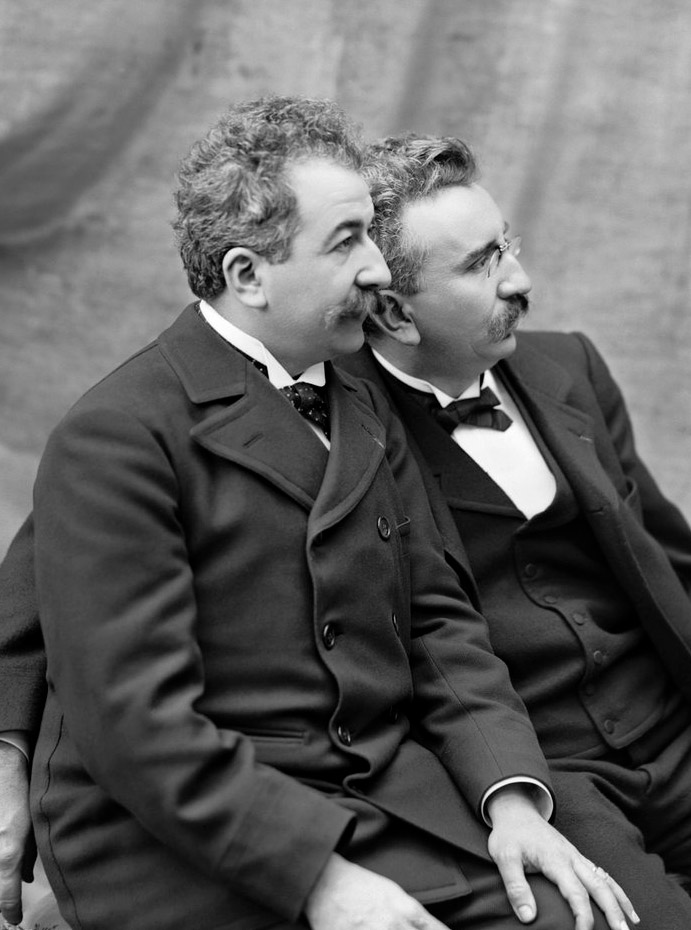
Los hermanos Lumière

La historia del cine como espectáculo comenzó en París el 28 de diciembre de 1895. 
Desde entonces ha experimentado una serie de cambios en varios sentidos. Por un lado, la tecnología del cinematógrafo ha evolucionado mucho, desde sus inicios con el cine mudo de los hermanos Lumière hasta el cine digital del siglo XXI. Por otro lado, ha evolucionado el lenguaje cinematográfico, incluidas las convenciones del género, y el uso de planos visuales. Además han surgido así distintos géneros cinematográficos y en último lugar, ha evolucionado con la sociedad, desarrollándose distintos movimientos cinematográficos.

## El inicio del cine

### Primeros pasos del cine: creación del cinematógrafo
La idea de capturar, crear y reproducir el movimiento por medios mecánicos es muy antigua, y existieron antecedentes tales como la cámara oscura, el taumatropo, la linterna mágica o el fusil fotográfico. La técnica para captar la realidad por medios luminosos había sido ya desarrollada por los inventores del daguerrotipo y la fotografía, a mediados del siglo XIX.
Thomas Alva Edison, inventor de la lámpara incandescente y el fonógrafo, estuvo muy cerca también de inventar el cine, al patentar el Quinetoscopio creado en su laboratorio por William Dickson, una máquina que solo permitía funciones limitadas.
Inspirándose en este e integrando diversos inventos y descubrimientos de la época, como el rollo de fotos de Eastman, los hermanos Lumière (hijos del fotógrafo Antoine Lumière) crearon el cinematógrafo: este dispositivo permitía la toma, proyección y hasta el copiado de imágenes en movimiento, así como el espectáculo público derivado de la exhibición del funcionamiento del aparato. Sin embargo es muy probable que el verdadero inventor del cine fuese Louis Le Prince, el cual realizó su primera película en 1888.
La primera presentación de los hermanos Lumière fue el 28 de diciembre de 1895 en París y consistió en una serie de imágenes documentales, de las cuales se recuerda aquella en la que aparecen los trabajadores de una fábrica (propiedad de los mismos Lumière), y la de un tren (en la estación de La Ciotat) que parecía abalanzarse sobre los espectadores; ante estas imágenes las personas reaccionaron con un instintivo pavor, creyendo que el tren los atropellaría. La función de las primeras "películas" era mayormente documental, con el agregado del movimiento. Tiempo después lograron el primer filme argumental de la historia, El regador regado.

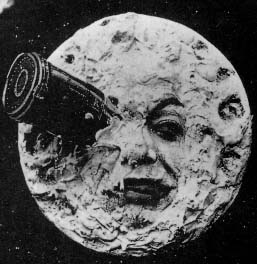
El viaje a la Luna

Por un tiempo, el cine fue considerado una atracción menor, incluso un número de feria, pero el puntapié inicial para realizar historias y experimentar recursos narrativos visuales fue cuando el ilusionista Georges Méliès usó en un primer momento el cinematógrafo como un elemento más para sus espectáculos, pero luego los desarrollaría en el cine, creando rudimentarios —pero eficaces— efectos especiales. Los noveles realizadores captaron las grandes posibilidades que el invento ofrecía y fue así como en la primera década del siglo XX surgieron múltiples pequeños estudios fílmicos, tanto en Estados Unidos como en Europa. En la época, los filmes eran de pocos minutos y metraje, trataban temas más o menos simples y, tanto por decorados como por vestuario, eran de producción relativamente barata. Además, la técnica no había resuelto el problema del sonido, por lo que las funciones se acompañaban con un piano y un relator (ver cine mudo). Pero en este tiempo surgieron la casi totalidad de los géneros cinematográficos (ciencia ficción, históricas o de época); el género ausente fue, por supuesto, la comedia musical, que debería esperar hasta la aparición del cine sonoro. También en la época se produjeron los primeros juicios en torno a los derechos de autor de las adaptaciones de novelas y obras teatrales al cine, lo que llevaría con el tiempo a la creación de las franquicias cinematográficas basadas en personajes o sagas.

### Primera proyección cinematográfica (28 de diciembre de 1895)
El 28 de diciembre de 1895 se realiza la primera proyección cinematográfica abierta al público. Ya se habían realizado anteriormente  proyecciones consideradas como experimentos delante de varios científicos. Ambos hermanos consideran al cine como un simple experimento que no tiene futuro.
Negocian con varios propietarios para encontrar una sala de proyección. Tras varios rechazos, escogen el Salón Indio del Gran Café del Boulevard que está ubicado en París, un pequeño café de pocos metros cuadrados. Seleccionaron este café ya que, según ellos, si el público era relativamente mínimo y la proyección era un fracaso, esta pasaría desapercibida.
Esta primera proyección es un éxito y marca el nacimiento oficial del cine como se conoce hoy en día. Esa noche, por solo un franco, cualquier persona interesada pudo asistir a la primera proyección cinematográfica de la historia.

#### Películas estrenadas
- La Sortie de l'usine Lumière à Lyon (La salida de la fábrica Lumière en Lyon)
- La Voltige (El volteo)
- La Pêche aux poissons rouges (La pesca de los peces rojos)
- Le Débarquement du congrès de photographie à Lyon (La llegada al congreso de fotografía en Lyon)
- Les Forgerons (Los herreros)
- L'Arroseur arrosé (El regador regado)
- Le Repas de bébé (La comida del bebé)
- Le Saut à la couverture (El manteo)
- La Place des Cordeliers à Lyon (La Plaza des Cordeliers en Lyon)

#### Reacción del público
Antes de encontrar la sala de proyección del Salón Indio del Gran Café del Boulevard fueron rechazados por numerosas salas como el museo Grévin y las Folies-Bergères que no confiaban en un invento del que nadie había escuchado hablar. Se realiza una primera sesión por la tarde reservada para algunos invitados especiales pero en la cual ningún periodista asiste. Al día siguiente, nadie habla del nuevo invento en los periódicos.
Esa misma noche se abre la sala al público que, por solo un franco, puede asistir a la sesión. La sala puede contener hasta cien espectadores aunque únicamente entran treinta y cinco personas, intrigadas por el cartel anunciando el cinematógrafo. Entran sin ninguna expectativa pensando encontrar frente a ellos luces de feria. Sin embargo, al encenderse el proyector, el público queda asombrado. Las paredes parecen cobrar vida y las imágenes que, hasta ahora habían permanecido estáticas, empiezan a moverse. A pesar de que se trata de escenas de la vida cotidiana, el público queda totalmente impresionado.
Poco a poco fue corriendo la voz y se empieza a hablar del dispositivo que proyecta un espectáculo nunca visto hasta ahora. El segundo día se llenó la sala. Los días siguientes se puede ver una larga fila delante del Salón Indio del Gran Café del Boulevard. Tras varias sesiones, tienen que aumentar el número de proyecciones a más de diez por día. La gente lucha por poder entrar y asistir al espectáculo. El número de representaciones va en aumento y los hermanos Lumière acaban vendiendo hasta 2500 billetes por día.

### Éxitos y distribución
El cinematógrafo tiene un éxito tan grande que numerosas personas se interesaron por él. El museo Grévin y el Folies Bergères, dos de las salas que los había rechazado para la primera proyección, ofrecieron veinte mil francos uno y más de cincuenta mil el otro para comprarlo. George Méliès, uno de los primeros espectadores del 28 de diciembre de 1895 que se convertirá en el pionero de los efectos especiales en el cine, también se ofrece a pagar más de diez mil francos. Se dice que los hermanos Lumière no aceptaron, convencidos de que su invento no tenía ningún futuro y que no podía traer nada más que la ruina.
Sin embargo, eso no les impide aprovechar su éxito y abrir una sala de mayores dimensiones para seguir con sus proyecciones. Su fama llega más allá de Europa y alcanza América que, hasta ahora, solo conocía el Quinetoscopio de Edison. El cinematógrafo en seguida lo supera y conquista al público americano tanto como lo había hecho en Europa.
Un año más tarde los hermanos Lumière ya han realizado más de 500 películas que tienen tanto éxito como las primeras. Realizan “Llegada de un tren a la estación”, película que asustará por primera vez al público. Se cuenta que gran parte del público salió aterrorizado de su asiento al ver una locomotora acercándose hacia ellos que parecía salir de los límites de la pantalla.
El cine se vuelve un arte popular que atrae tanto a niños como adultos en las ferias y salas de proyecciones. Cada vez más personas se dedican a grabar eventos de la vida cotidiana en forma de documental.
Sin embargo, un evento trágico le hará perder parte de la popularidad que había ganado. El 4 de mayo de 1897, en una sala cinematográfica, se produce el enorme incendio dramático en el Bazar de la Charité. Los hermanos Lumières reaccionan a esa tragedia creando un sistema de enfriamiento para evitar que se caliente la película. A pesar de eso, el cinematógrafo seguirá triunfando y tendrá un gran éxito en la exposición universal de París en 1900 en la que se realizan proyecciones delante de 80.000 personas simultáneamente.

### Discusión acerca de la percepción de movimiento aparente
Si bien durante el inicio del cine se tomó como cierta y concreta la teoría de que podemos percibir movimiento aparente a partir de una sucesión de fotografías fijas que se alojan en nuestra retina (véase persistencia de la visión o persistencia de las impresiones retinianas), varias teorías de la percepción descubiertas durante los inicios de la escuela de la Gestalt y otras posteriores relativas a la psicología de la percepción contradicen dicha teoría. Según Max Wertheimer hay varios efectos que pueden producir apariencia de movimiento. La propagación de la teoría de la persistencia retiniana como única explicación del funcionamiento del cine es un error que está demostrado por Miguel Ángel Martín Pascual.[cita requerida] Según su artículo el movimiento aparente no sucede directamente en el ojo sino en un veloz y complejo proceso que se produce entre la percepción visual directa, la memoria y la capacidad de interpretación de la imagen.

### Otras personas en la historia del cine
Además de Edison, los hermanos Lumière y Méliès, hubo otros pioneros en la historia del cine como:
- Charles Pathé: tomando como referencia el cinematógrafo de los hermanos Lumière, así como el kinetoscopio de Edison, fabricó una cámara tomavistas con la que inició sus producciones. Sus experimentos consistieron en el afán de combinar el fonógrafo con el cinematógrafo, pero los resultados resultaban de mala calidad por lo que no tuvo éxito. Luego Pathé se va a vincular en el campo empresarial del cine, por lo que se desvincula de los aspectos artísticos y creativos, quedando encargado asalariados como Ferdinand Zecca. Pathé Frères sería la primera compañía en integrar las tres grandes ramas en las que se divide la industria del cine: producción, distribución y exhibición.

- Ferdinand Zecca: se desarrolló dentro de la compañía Pathé con una actividad cinematográfica muy diversa como actor, guionista, director y decorador. Zecca aborda el cine de fantasía, aunque introduciendo una tendencia realista su lenguaje cinematográfico se vuelve ágil, sus planos cinematográficos ya no son planos generales sino que comienza a emplear planos cinematográficos más cercanos. En 1913 Zecca abandona la producción cinematográfica para incorporarse a los servicios administrativos y comerciales y dirigir la construcción de los estudios Pathé en Berlín y Jersey City.

- Escuela de Brighton: grupo de fotógrafos que utilizaban cámaras filmadoras para experimentar. Descubren la fragmentación del relato y un tiempo después descubren la fragmentación de la escena cinematográfica, que es lo que se denomina "principio de montaje". También descubren la variedad en los puntos de vista en una misma acción. Son los primeros en filmar una persecución en tres tomas (ladrón de frutas). Sus producciones se vuelven más comerciales.

- Edwin S. Porter: su preocupación y desempeño se centró en contar una historia cinematográfica mejor elaborada, con mayor cantidad de escenarios. Su intención era crear un relato que se comprendiera por sí mismo ya que los filmes hasta el momento eran acompañadas por un explicador. Descubre el montaje paralelo, el montaje simultáneo y hace intentos de montaje alterno. Se sientan las bases del cine de acción. Porter ofrece al público un nuevo mundo de relaciones: físicas y psicológicas.

- Léon Gaumont: se interesó en los aspectos técnicos mecánicos del cine. Primeramente fue fabricante y vendedor de aparatos cinematográficos y luego se orientó a la producción cinematográfica. Su secretaria Alice Guy, inició con esta producción en 1898, al renunciar, Gaumont contrata a Louis Feuillade.

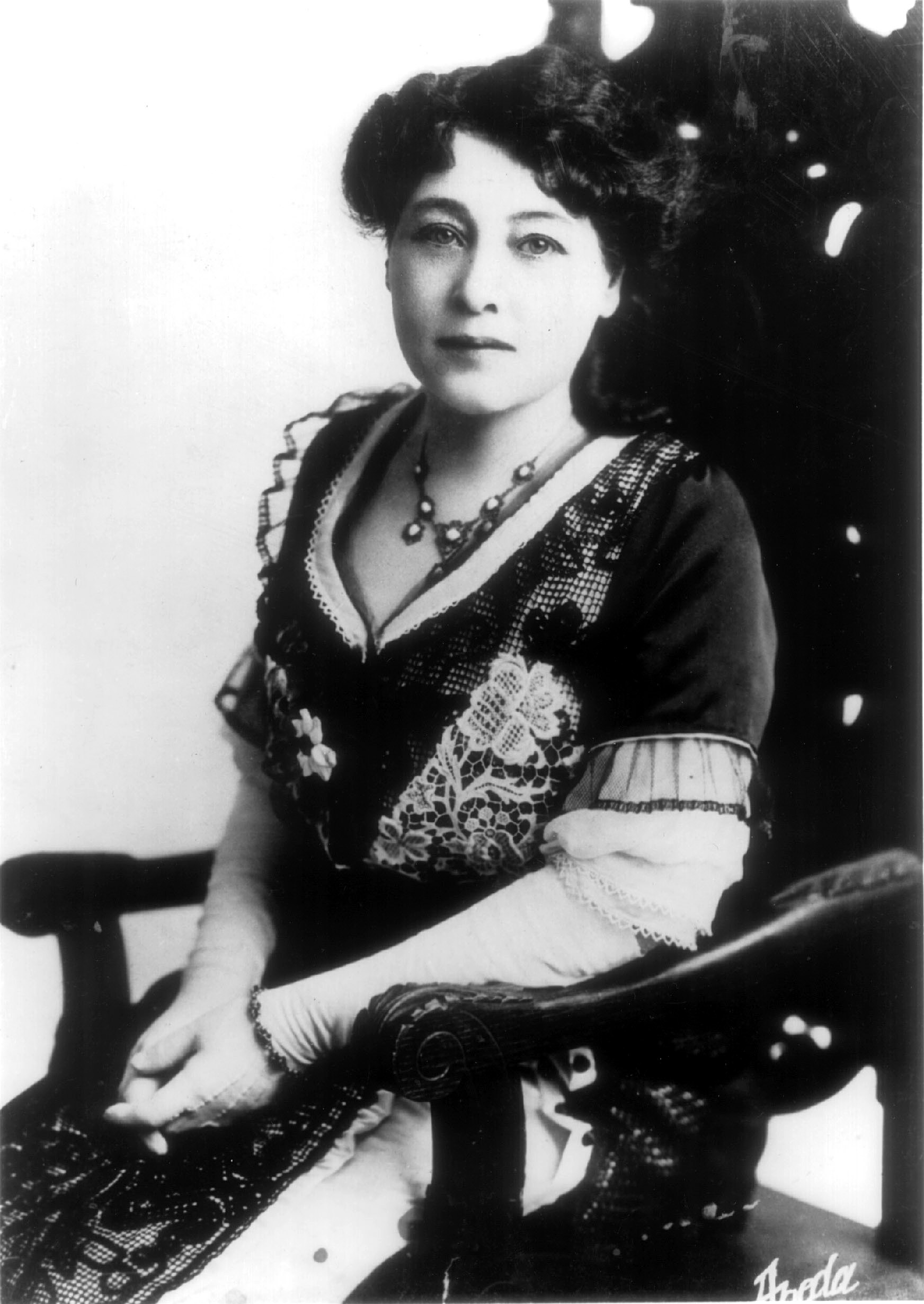
Alice Guy (1913)

- Alice Guy: comenzó como secretaria de Léon Gaumont y, al cabo de unos años, Guy pasó a escribir guiones y dirigir películas para la creada compañía Gaumont. En 1896 presenta su primera película narrativa, El hada de las coles, en donde combinó las imágenes en movimiento con el arte teatral. Luego de unos años, en 1906 rodó  La vida de cristo (utilizando el cronófono). Luego de residir en Nueva Jersey construyó uno de los estudios cinematográficos mejor equipados de la historia. Se la considera como la primera narradora de cine, además de ser la fundadora del cine como narración cultural. Fue la primera en poner tintura a sus películas para que se vieran en color. Fue también pionera al utilizar técnicas de máscara de doble expresión y secuencias en retroceso. Regresó a Francia en 1922.

- Louis Feuillade: primeramente trabajó en los estudios de Gaumont como asistente de Alice Guy; cuando ella se retira se convierte en jefe de producción de la compañía. Feuillade fue reconocido por el cine de episodios y el serial cinematográfico. Abordó también temas infantiles y realistas, se evita la fantasía representando las cosas y las personas como son. Feuillade alcanza la fama estando al frente de un grupo de seriales centradas en criminales, permitiendo una absoluta distinción entre el bien y el mal. Su periodo de mayor creatividad coincidió con los años que duró la Primera Guerra Mundial, que fue donde el público demostraba mayor interés en el género.

### Hollywood y elStar System
En Estados Unidos, el cine tuvo un éxito arrollador, por una peculiar circunstancia social: al ser un país de inmigrantes, muchos de los cuales no hablaban el inglés, tanto el teatro como la prensa o los libros estaban vedados por la barrera idiomática, y así el cine mudo se transformó en una fuente muy importante de esparcimiento para ellos.
Viendo las perspectivas de este negocio, y basándose en su patente sobre el kinetoscopio, Thomas Edison intentó tomar el control de los derechos sobre la explotación del cinematógrafo. El asunto no solo llegó a juicio, de Edison contra los llamados productores independientes, sino que se libró incluso a tiro limpio. Como consecuencia, los productores independientes emigraron desde Nueva York y la costa este, donde Edison era fuerte, hacia el oeste, recientemente pacificado. En un pequeño poblado llamado Hollywood, encontraron condiciones ideales para rodar: días soleados casi todo el año, multitud de paisajes que pudieran servir como localizaciones, y la cercanía con la frontera de México, en caso de que debieran escapar de la justicia. Así nació la llamada Meca del Cine, y Hollywood se transformó en el más importante centro cinematográfico del mundo.
La mayor parte de los estudios fueron a Hollywood (Fox, Universal, Paramount, controlados por Darryl F. Zanuck, Samuel Bronston, Samuel Goldwyn, ...), y miraban al cinematógrafo más como un negocio que como un arte. Lucharon entre sí con tesón, y a veces, para competir mejor, se fusionaron: así nacieron 20th Century Fox (de la antigua Fox) y Metro-Goldwyn-Mayer (unión de los estudios de Samuel Goldwyn con Louis B. Mayer) estos estudios buscaron controlar íntegramente la producción fílmica. Así, no solo financiaban las películas, sino que controlaban a los medios de distribución, a través de cadenas de salas destinadas a exhibir nada más que sus propias películas. También contrataron a directores y actores como si fueran meros empleados a sueldo, bajo contratos leoninos; fue incluso común la práctica de prestarse directores y actores entre sí, en un pasando y pasando, sin que ni unos ni otros tuvieran nada que decir al respecto, amarrados como estaban por sus contratos. Esto marcó la aparición del star-system, el sistema de estrellas, en el cual las estrellas del cine eran promocionadas en serie, igual que cualquier otro producto comercial. Únicamente[cita requerida] Charles Chaplin, Douglas Fairbanks y Mary Pickford se rebelaron contra esto, pudiendo hacerlo por su gran éxito comercial, y la salida que encontraron fue crear un nuevo estudio para ellos solos: United Artists.

### Cine mudo

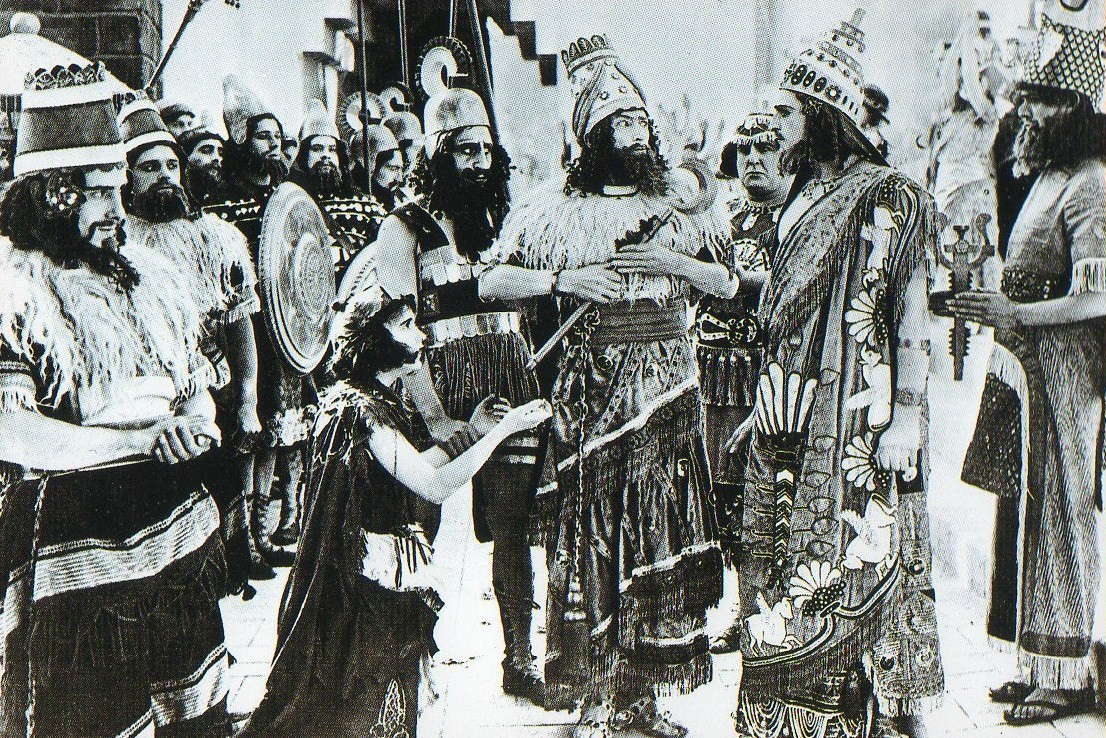
Fotograma del film Intolerancia, de David Wark Griffith.

Durante los primeros treinta años las películas fueron completamente mudas. Suele hablarse de cine mudo, de la época silente o muda, y esto no es del todo exacto, aunque es cierto que las proyecciones no podían por sí mismas sino mostrar imágenes en movimiento sin sonido alguno. Pero las proyecciones en las salas iban acompañadas de la música tocada por un pianista o una pequeña orquesta y además comentada por la voz de un explicador, imprescindible figura que hacía posible que multitudes analfabetas o inmigrantes desconocedores del tema entendieran la película.

### El cine mudo europeo
Mientras tanto, el cine seguía otros caminos en Europa. Allí, el sentido del negocio se basó en el monopolio del celuloide. Surgieron grandes empresas cinematográficas que, con Francia a la cabeza, dominaron el mercado mundial hasta la Gran Guerra, en que su hegemonía fue reemplazada por la de la industria estadounidense. Hasta 1914, Europa, con productoras como la Gaumont, la Pathé o la Itala films, dominaron los mercados internacionales. Así, el cine cómico francés, con André Deed y Max Linder o el colossal italiano, con grandes escenografías y participación de extras, en películas como Quo vadis? (1913) o Cabiria (1914) fueron la escuela donde aprendieron Charles Chaplin y el cine cómico estadounidense o David W. Griffith que asumió los presupuestos del peplum en Judith de Betulia o Intolerancia. Más tarde Europa sufrió una patente decadencia debido a la Primera Guerra Mundial, que marcó la pérdida de la preponderancia internacional de su cine.
Aun así, tras la guerra se crearon obras maestras que iban a hacer escuela. En estos años el movimiento más importante fue el Expresionismo, cuyo punto de partida suele fijarse con la película El gabinete del doctor Caligari (1919), y cuya estética extraña y alienada respondía a los miedos de la Europa de postguerra, seguida después por Nosferatu, el vampiro (1922). También, en paralelo al movimiento surrealista en pintura y literatura, surgió un cine surrealista, cuyo exponente más célebre es Un perro andaluz dirigida por Luis Buñuel.
Por su parte el cine nórdico contaba con las figuras de Victor Sjöström y Mauritz Stiller en Suecia y Finlandia respectivamente.

### La creación del lenguaje cinematográfico

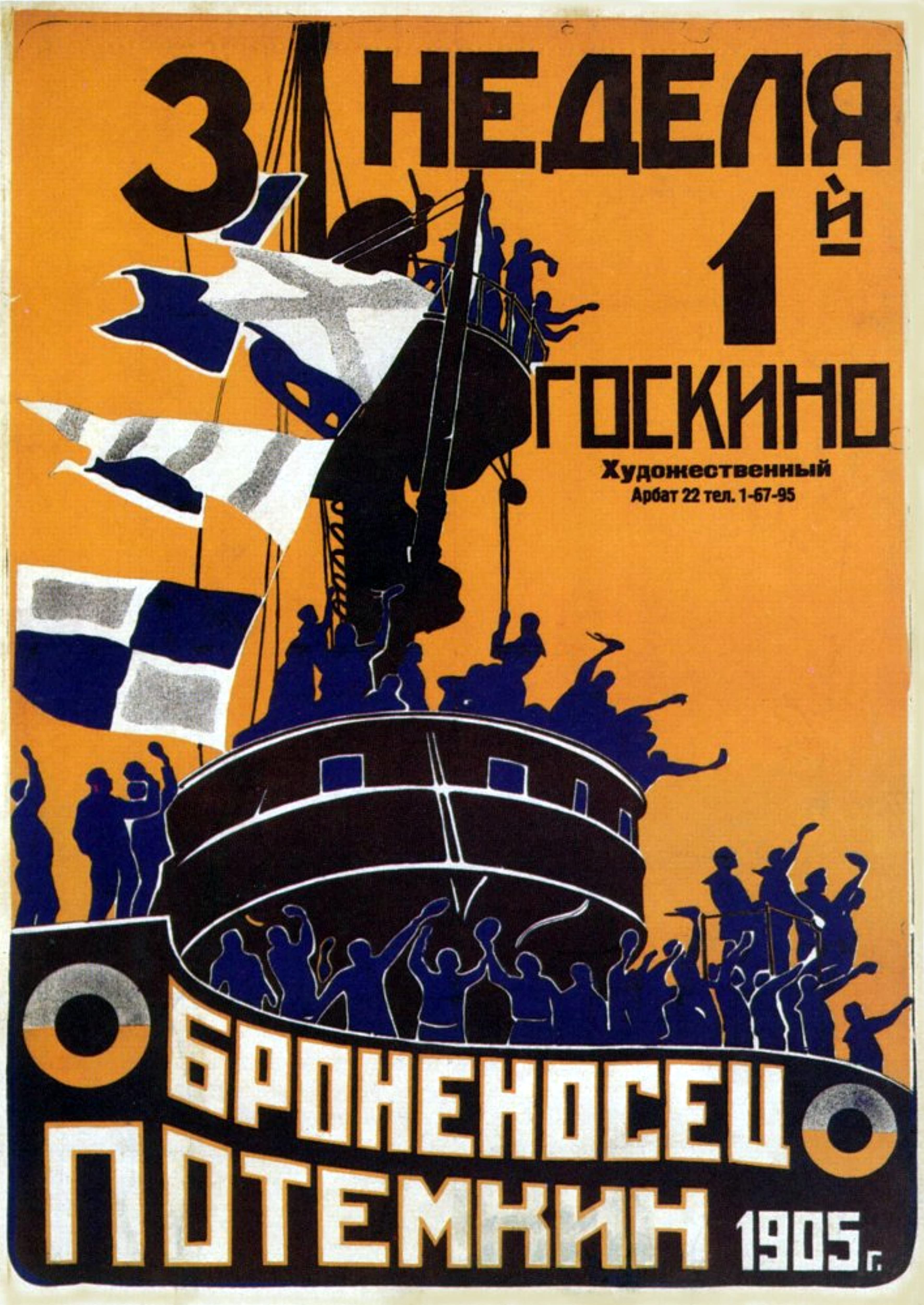
El acorazado Potemkin, de Sergéi Eisenstein.

En esos años, la técnica de contar una historia en imágenes sufrió una gran evolución. Los primeros cineastas concebían al cine como teatro filmado. En consecuencia, los escenarios eran casi todos interiores, y se utilizaba una cámara estática. A medida que pasó el tiempo, los directores aprendieron técnicas que hoy por hoy parecen básicas, como el plano y contraplano, el mover la cámara ─como por ejemplo el travelling─ o utilizarla en ángulo picado o contrapicado, pero que en esa época eran ideas revolucionarias. También se pasó desde el telón pintado al escenario tridimensional, por obra especialmente de los filmes históricos rodados en Italia en la década de los años diez (Quo vadis? o Cabiria).
Dos cineastas fueron claves en este proceso. En Estados Unidos, David W. Griffith, con El nacimiento de una nación e Intolerancia, cambió el cine para siempre, hasta el punto que se afirma que con él nace de verdad el lenguaje cinematográfico. En la Unión Soviética, otro tanto realiza Sergéi Eisenstein, con películas clave como El acorazado Potemkin u Octubre, entre otras; a Eisenstein se le debe el llamado montaje de atracciones, que busca mezclar imágenes chocantes para provocar una asociación emocional o intelectual en el público. Gracias a ellos, y a los expresionistas alemanes ya mencionados, el lenguaje fílmico alcanza su madurez en la década de 1920.

## Corrientes cinematográficas
El cine, como manifestación artística, cuenta con diversos movimientos o corrientes a lo largo del siglo XX. Las escuelas estéticas constituyen un conjunto de movimientos expresivos innovadores de la historia del cine. En algunos casos, supone la ruptura con los estilos anteriores, sobre todo del cine clásico de Hollywood y, en otros casos, suponen un desarrollo de los estilos predecesores. El cine de vanguardia supone una ruptura en la narrativa del cine convencional. Junto con la literatura y el arte dominaron el primer tercio del siglo XX. Las corrientes vanguardistas cuestionan los modos tradicionales de producción, difusión, exhibición y consumo de los objetos artísticos; y recurren a cuestiones relativas a la modernidad.
En cuanto al cine, se diferencian tres etapas en el movimiento vanguardista. En primer lugar, se encuentra el cine impresionista, representado por Abel Gance y René Clair. En segundo lugar está el cine surrealista francés y el cine abstracto alemán. Por último, se halla el cine independiente o documental.
- Impresionismo. Este estilo valora el naturalismo, el estilo directo, e ir más allá de los esquemas melodramáticos. El cine impresionista fue llamado así porque los autores pretendían que la narración representara la conciencia de los protagonistas, en otras palabras, su interior. Otorgan importancia a la emoción y a la narración psicológica, la expresión de sentimientos y los estados de ánimo de los personajes. Destacan en este ámbito los siguientes autores: Henri Chomette, Marcel L'Herbier, Germaine Dulac y Jean Epstein. Una de las películas más representativas del movimiento es La Roue (1922) de Abel Gance.
- Surrealista. Combina la imagen, con la búsqueda de sensaciones y la expresión de sentimientos. Predominan imágenes absurdas que rompen con la lógica temporal. El surrealismo se presenta como un medio de liberación del espíritu y una revolución que ataca al orden lógico, estético y moral. Así mismo, ataca los pilares de la sociedad burguesa y sus valores incuestionados. Se trata de hacer valer el lado oscuro de la vida, como el azar, lo esotérico y lo onírico, de forma que la realidad se define por el sueño libre y por la imaginación del subconsciente. Las dos películas de referencia del cine surrealista son Un perro andaluz (1929) y La edad de oro (1930), ambas dirigidas por Luis Buñuel, en colaboración con el pintor surrealista catalán, Salvador Dalí.
- Cine expresionista alemán (1905). Grupo de producciones en contraste con el impresionismo en pintura, en el que prima la expresión subjetiva sobre la representación objetiva de la realidad. Es el cine que se realiza en la Alemania de Weimar. Se aprecia la expresión de sentimientos y la emoción por encima de la representación de la imparcialidad; para ello se utilizaba la deformación de las cosas, el mundo interior, la angustia y las alucinaciones del artista. Destaca la película El gabinete del doctor Caligari (1919).

Junto a estos movimientos ligados a las vanguardias históricas de principios del siglo XX existen otras manifestaciones cinematográficas, entre las que cabe destacar:
- Cine Ojo (década 1920). Teoría cinematográfica creada por el documentalista soviético Dziga Vertov. Las características principales son la objetividad, el rechazo al guion y a la puesta de escena, y la utilización de la cámara como ojo humano.
- Cinéma Pur (década 1920). Corriente francesa, que se centra en los elementos puros del arte cinematográfico, como la forma, el movimiento, el campo visual y el ritmo.
- Realismo poético francés (décadas 1930, 1940). Movimiento de cine cuyas características son producciones que se asemejan cada vez más a la realidad, si bien sus temáticas son ficcionales ya no recurren a la fantasía, el género más recurrente será el melodrama. Existía la necesidad de representar una realidad libre, manteniendo un equilibrio entre la velocidad y la belleza estética.
- Neorrealismo italiano (década 1940). Movimiento de cine cuyas características fundamentales son la trama ambientada en sectores desfavorecidos, rodaje en exteriores y actores no profesionales. El objetivo de este estilo es representar la situación moral y económica de la Italia de posguerra.
- Underground estadounidense (década 1940). Cine artesanal, no necesariamente narrativo con autoconciencia artística, y opuesto al cine clásico de Hollywood.
- Cinéma verité (década 1950). Aparece en Francia paralelamente a la Nouvelle Vague. Tiene una tendencia documentalista y busca captar la vida tal como es.
- Nouvelle Vague (década 1950). Corriente francesa crítica frente a lo establecido, y cuya máxima aspiración es la libertad de expresión y técnica.
- Free Cinema (década 1950). Movimiento británico que implanta una estética realista en la ficción y en el documental. Además, retrata historias cotidianas y está comprometido con la realidad social de la época.
- Nueva Ola Checoslovaca (década 1960). Movimiento cinematográfico que tuvo lugar en Checoslovaquia con gran expresión artística, en lo visual como en lo narrativo, el cual fue la edad de oro del cine del país.
- Blaxploitation (década 1970). Cine estadounidense cuyo tema protagonista es la comunidad afrodescendiente y en el que es recurrente el uso de bandas sonoras de conocidos artistas de la época.
- Nuevo cine alemán (Neuer Deutscher Film) (década 1970). La industria alemana crea su propio star-system, en el que utiliza largos travellings que favorece a la improvisación de los actores y simplifica el montaje. Además, tiene cierto carácter documental, al estilo naturalista francés.
- New Queer Cinema (década 1990). Cine independiente estadounidense caracterizado por su aproximación a la cultura queer.
- Cine posmoderno (década de 1980). Basado en el eclecticismo y mezcla las características de diferentes estilos ya creados.
- Dogma 95 (1995). Movimiento fílmico cuya meta es producir películas simples, sin modificaciones en la posproducción y poniendo énfasis en el desarrollo dramático.
- Cine negro. Corriente que surge en Estados Unidos como crítica al modelo clásico y a raíz de la influencia europea. Este tipo de cine nos permite hablar de la contemporaneidad social desde distintas perspectivas, en un sentido más directo, de la extensión de los crímenes y la corrupción de la sociedad y en un sentido más amplio, de la transformación de valores que "sacudía" a un país que había sido sorprendido primeramente por un creciente avance industrial y en segundo lugar por el desarrollo de la Segunda Guerra Mundial. Las películas del género son claros testimonios de lo que está viviendo la sociedad en aquel momento, poseen un fuerte contenido expresionista en la formación de sus imágenes, reflejando tanto en la fotografía como en la escenografía. Las escenas se caracterizan por pasar de una iluminación sombra en claro-oscuro, donde se juega con el uso de las sombras para exaltar la psicología de los personajes.

### Cine de propaganda política
Durante épocas de grandes enfrentamientos políticos y militares el cine fue utilizado como fuerte herramienta de propagación de ideologías y propuestas de acción. Los regímenes totalitarios de todo el siglo XX hicieron un gran uso del montaje y las técnicas del cine para la propaganda. Así, la Unión Soviética fomentó un tipo de cine que remarcaba el poder del pueblo como imagen dignificadora y potenciadora de la patria soviética. Se realizaron varias producciones relativas a la Revolución de 1917, y en contra de la antigua burguesía zarista. También en contra de las invasiones alemanas durante la Segunda Guerra Mundial (por ejemplo, Alexander Nevsky, de Serguéi Eisenstein). En Italia, el régimen fascista de Mussolini ordenó a los estudios Cinecittà crear una serie de películas fastuosas, en la tradición del colossal italiano de la década de 1910, que sirvieran para ensalzar la antigua grandeza romana, de la que Mussolini se sentía heredero; el representante más fiel de este cine fascista es probablemente el Escipión el Africano, rodado en 1937. En Alemania, si bien no hubo un fuerte control sobre el cine, sí se rodaron numerosos documentales ensalzando a los nazis, como por ejemplo El triunfo de la voluntad de Leni Riefenstahl; varios cineastas contrarios al régimen, por su parte, prefirieron marchar al exilio, como por ejemplo Fritz Lang.

### El cine sonoro
El cine sonoro es aquel que incorpora en las películas sonido sincronizado o tecnológicamente aparejado con la imagen. Por su parte, el cine mudo es aquel que no posee sonido, y consiste únicamente en imágenes. Antes de la existencia del cine sonoro, los cineastas y proyectistas se habían preocupado de crearlo, pues el cine nace con esa voluntad. Raras veces se exhibía la película en silencio. Por ejemplo, los hermanos Lumière, en 1897, contrataron un cuarteto de saxofones para que acompañase a la proyección de la película en su local de París. Hacia 1926, el cine mudo había alcanzado un gran nivel de desarrollo en cuanto a estética de la imagen y movimiento de la cámara. Había una gran producción cinematográfica en Hollywood, y el público se contentaba con las películas producidas. No se exigía que los personajes comenzaran a hablar, ya que la música aportaba el dramatismo necesario.
Los primeros experimentos con el sonido en el cine llegaron de la mano del físico francés Démeny, quien en 1893 inventó la fotografía parlante. Charles Pathé combinó fonógrafo y cinematógrafo. En la misma época, León Gaumont desarrolló un sistema de sonorización de películas, que presentó en la Exposición Universal de París de 1900.
Según la publicación Where Else but Pittsburgh, la primera película de cine épica se llamó Fotodrama de la Creación, y aunque apareció 15 años antes de que se produjeran otras películas sonoras, ofreció una combinación de películas cinematográficas y fotografías sincronizadas con un discurso grabado. Se dividía en cuatro partes, duraba un total de ocho horas y la vieron aproximadamente 8 millones de personas.
Esta producción estaba compuesta de diapositivas fotográficas y película cinematográfica, acompañadas de discos fonográficos de discursos y música. El "Anuario De Los Testigos De Jehova" de 1979 aseguró: «Hubo que pintar a mano todas las diapositivas y películas de color. El foto-drama duraba ocho horas, y, en cuatro partes, llevaba a los auditorios desde la creación, a través de la historia humana, y hasta la culminación del propósito de Jehová para la Tierra y el género humano al fin del reinado milenario de Jesucristo». Fue una producción de la entonces llamada Asociación Internacional de los Estudiantes de la Biblia y hoy llamada Testigos de Jehová. Todos los asientos eran gratis y jamás se hacía una colecta. Además, esta producción de color y sonido repleta de hechos bíblicos, científicos e históricos entró en la escena años antes de que las películas cinematográficas comerciales de color y de largometraje acompañadas de diálogo grabado y música fueran vistas por los auditorios en general hasta principios de la década de 1920.
En 1918, se patentó el sistema sonoro TriErgon, que permitía la grabación directa en el celuloide. Pero el invento definitivo surgió en 1923, el Phonofilm, creado por el ingeniero Lee de Forest, quien resolvió los problemas de sincronización y amplificación de sonido, ya que lo grababa encima de la misma película; así, rodó 18 cortos para promover la técnica, entre ellos uno de 11 minutos de Concha Piquer, que se considera la primera película sonora en español. No obstante, por falta de financiamiento el invento se postergó hasta 1925, año en que la compañía Western Electric apostó por él.
En 1927, los estudios Warner Bros se encontraban en una situación financiera delicada y apostaron por integrar el nuevo sistema de sonido Vitaphone, sistema en el cual la banda sonora estaba presente en discos sincronizados con la proyección. Se incorporó por primera vez en una producción comercial titulada Don Juan (1926) de Alan Crosland, así como en otra de sus películas, Old San Francisco (1927). En ésta incorporó por primera vez ruidos y efectos sonoros. Sin embargo, la película sonora más exitosa fue El cantante de jazz (1927) en la que Al Jolson se inmortalizó pronunciando las palabras inaugurales: «Ustedes aún no han escuchado nada». Ante el éxito, pronto todos los grandes estudios montaron sus propias películas sonoras, y el cine mudo quedó olvidado.
La aparición del cine sonoro introdujo grandes cambios en la técnica y expresión cinematográfica, por ejemplo: la cámara perdió movilidad, quedó relegada a la posición fija del cine primitivo y la imagen perdió su estética frente a la mayor importancia del diálogo. Los actores también se vieron implicados en este cambio técnico. Algunas grandes estrellas fílmicas de Hollywood vieron naufragar sus carreras ante su mala dicción, su pésima voz o su excesiva mímica. Debido a esto, surgieron nuevos actores en su reemplazo. Tres películas que retratan esta transición del cine mudo al sonoro son el famoso musical Cantando bajo la lluvia (1952), la película El artista (2011), esta  con el estilo de una película muda en blanco y negro, y Babylon (2022) .
Quizás el único de los grandes del cine mudo que siguió haciendo filmes sin sonido fue Charles Chaplin, con Tiempos modernos (1936). Y, sin embargo, a partir de 1940 comenzó a realizar películas con sonido, la primera de las cuales fue El gran dictador. Así mismo, Sergei Eisenstein, Vsévolod Pudovkin y Grigori Aleksandrov manifestaron en 1928 por escrito su negativa al cine sonoro.
El cine sonoro hizo desaparecer la función que cumplía el conjunto musical al acompañar el visionado del cine mudo. El silencio cobra importancia como nuevo elemento dramático desconocido por el cine mudo. Se introduce el concepto de banda sonora.

### El cine en color
Anteriormente se creía que el año 1909, en el teatro Palace-Varieté de Londres, se proyectaron por primera vez películas en color (el principal problema era que la técnica creada por George Smith (Kinemacolor), sólo utilizaba dos colores: el verde y el rojo -los cuales se mezclaban de manera aditiva-). Pero en realidad, fue en 1901 cuando se creó la primera película en color de la historia. Sin título, fue dirigida por el fotógrafo Edward Turner y su mecenas Frederick Marshall Lee. La manera en que la realizaron fue, rodar las escenas en blanco y negro, para después añadir filtros verdes, rojos y azules. Finalmente se creaba uniendo el metraje original y los filtros en un proyector especial.
Posteriormente, en 1916, llegó el technicolor (procedimiento tricromático (verde, rojo, azul)). Su uso exigía una triple impresión fotográfica, incorporación de filtros cromáticos y unas cámaras de enormes dimensiones). La primera pieza audiovisual que se realizó completamente con esta técnica fue el corto de Walt Disney Flowers and Trees, dirigida por Burt Gillett 1932. Sin embargo, el primer largometraje que se realizará con esta técnica será la por película La feria de las vanidades (1935), de Rouben Mamoulian. Posteriormente, el technicolor se extendió sobre todo en el ámbito musical como El mago de Oz o Cantando bajo la lluvia, en películas de la época como Robin de los bosques o en la animación, Blancanieves y los siete enanitos.

### Los géneros cinematográficos
La industrialización del cine hizo nacer también las llamadas convenciones de género, y por ende, los géneros cinematográficos propiamente dichos.
El primer cine era documental: escenas de obreros saliendo de las fábricas y cosas así. Pero el cine documental en cuanto tal, recién vino a nacer en 1922, con el filme Nanuk, el esquimal. Aunque nunca demasiado popular, de tarde en tarde se rodarían algunos, como por ejemplo El mundo sumergido, de Jacques Cousteau.
El cine histórico y bíblico, por su parte, caminarían de la mano, en la búsqueda de la espectacularidad. Desde antiguo se habían rodado películas sobre la vida de Cristo (por ejemplo, Del pesebre a la cruz (1912). Sin embargo, el cineasta que le dio verdadera carta de naturaleza al cine histórico o bíblico fue Cecil B. DeMille, con hitos como Los diez mandamientos (la versión original de 1923 y el remake de 1956), Rey de reyes (1927) o Cleopatra (1934). Otro clásico de época es Lo que el viento se llevó, estrenada tras varias peripecias en 1939.
En la década de 1930 surgen también, estrechamente hermanados, el cine de gánsteres y el cine negro. Hitos claves del cine gansteril fueron el Scarface de 1932 o [Little Caesar (película)|[Hampa dorada]], y un director clave fue Howard Hawks. Su éxito se explica por la dosis de crítica social que dichos filmes envolvían, sobre la situación posterior a la Gran Depresión de 1929. Además, fueron campo de experimentos formales con la iluminación, con fuerte influencia de los cineastas europeos herederos del Expresionismo, muchos de los cuales habían llegado a Hollywood huyendo del Tercer Reich, por ese entonces ascendente. Quizás el actor más asociado con el género es Humphrey Bogart, con clásicos como Casablanca, El halcón maltés o El sueño eterno.
El cine fantástico y de ciencia ficción había también experimentado su propio desarrollo, paralelo a un elemento que le era indispensable: el desarrollo de los efectos especiales. Ya Georges Méliès había diseñado una curiosa fantasía llamada Viaje a la Luna, vagamente basada en la novela de Julio Verne. La gran película del cine mudo de ciencia ficción fue Metrópolis, de Fritz Lang (1927), la cual marcó estéticamente a muchos cineastas posteriores, pero que en su tiempo fue un fracaso de taquilla, costoso para los cánones de la época, y que por lo tanto, relegó a la ciencia ficción fílmica al plano de mero entretenimiento, sin mayor trascendencia intelectual, estigma que pesaría sobre el género hasta 2001: Odisea del espacio (1968). En la década de 1930, coincidiendo con la Gran Depresión y el Nazismo, se puso de moda el cine de terror, con clásicos como Dracula (con Béla Lugosi, dirigida por Tod Browning, en 1931), o Frankenstein de James Whale, con Boris Karloff (1931). Con éstos y otros filmes, los Estudios Universal crearon la imagen moderna de los clásicos monstruos de la literatura de terror.
La llegada del sonido permitió también el desarrollo de la comedia musical, género harto más amable, incluso de evasión, en donde primaba el peso de los números musicales y canciones sobre la historia, y que fue el vehículo de lucimiento para diversos bailarines. Los más importantes fueron la dupla conformada por Ginger Rogers y Fred Astaire. El gran clásico del género es Cantando bajo la lluvia (1952).
Un género típico de los Estados Unidos que se desarrolló en aquellos años fue el Western, en particular gracias al trabajo de cineastas como John Ford. El gran icono de westerns de la época fue John Wayne. El género fue muy exitoso en Estados Unidos, por construir una mitología fílmica de carácter nacionalista.
Su importancia tuvieron también los filmes de aventuras y de capa y espada. Muy exitoso en ese tiempo fue el cine de piratas. Quizás el más recordado héroe posterior a Douglas Fairbanks sea Errol Flynn (Capitán Blood, 1935), quien más o menos tomó su relevo en la década de 1930.
En cuanto a la comedia, su edad de oro comenzó con los Keystone Cops, los alocados cortos con policías de Mack Sennett, que inventaron el concepto de gag, incluyendo uno clásico: lanzarle pasteles de crema a la cara de la gente. Pero el primer gran personaje cómico fue el vagabundo sin nombre que Charles Chaplin interpretara en numerosos cortos, y más tarde en largometrajes como The Kid (1921) o en Luces de la ciudad (1927). Otro cómico importante fue Buster Keaton. Más tarde llegaron El gordo y el flaco, Los Tres Chiflados y Jerry Lewis.
El cine de animación fue experimentado desde los comienzos del cine mismo. Desde 1889 Émile Reynaud trabajó en este campo, y presentó en 1892 su serie de cortos Pantomimes Lumineuses; Stuart Blackton creó en 1906 Humorous Phases of Funny Faces, una animación realizada en un pizarrón; el Stop Motion fue descubierto por Segundo de Chomón (La casa encantada, de 1906 o 1907) y por Émile Cohl (La carrera de las calabazas, de 1908), quien además trabajaba mezclando actores y dibujos.
Y, aunque el primer largometraje animado fue El apóstol (1917), producida en Argentina por Quirino Cristiani, quien impulsó definitivamente la industria del cine de animación fue Walt Disney, con los largometrajes Blancanieves y los siete enanitos (1937) y Fantasía (1940).

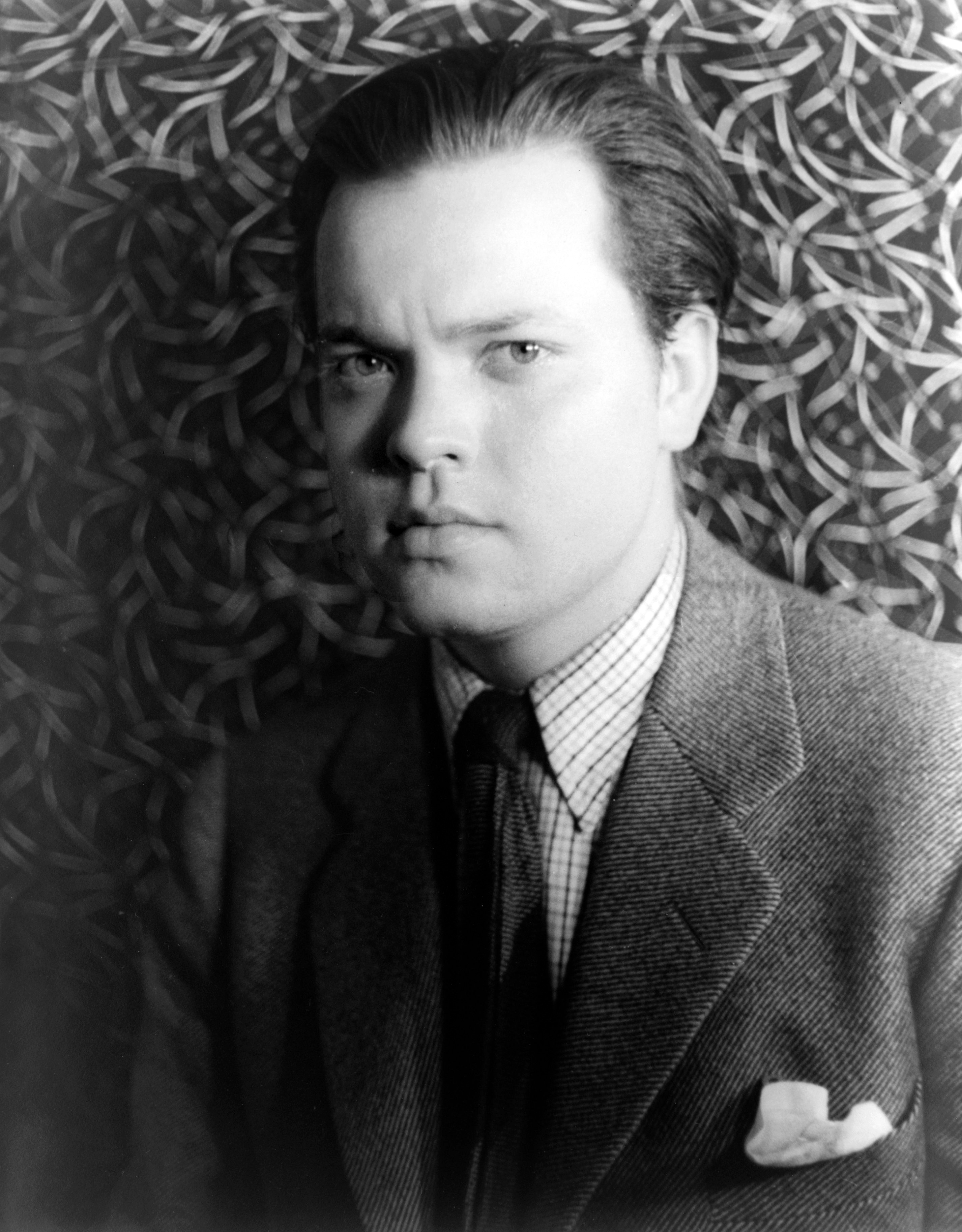
El director Orson Welles

Posiblemente la cúspide de las posibilidades del cine de la época, en términos de lenguaje cinematográfico, haya sido alcanzada por el filme Ciudadano Kane, de Orson Welles, en 1941. Película polémica en su época, ha sido reconocida en retrospectiva como uno de los grandes hitos fílmicos de todos los tiempos, y sumó todos los experimentos conceptuales de la época, cerró caminos y abrió otros, razón por la cual figura regularmente como una de las mejores películas de todos los tiempos, en listados y reseñas críticas.

### Distribución de las películas
Siendo el cine el único multimedia de la época, y estando su producción bien controlada por los grandes estudios, se desarrolló todo un mecanismo de producción industrial de películas. Así, se programaba no la exhibición de una película pura, sino de verdaderos rotativos que ofrecían, por el mismo precio, una serial y dos películas. A la película principal se sumaba una de menor costo, y producción barata y apresurada, que por su condición de relleno, pasó a ser llamada serie B. Posteriormente la serie B evolucionaría hasta ser un género por derecho propio, pero en aquel tiempo, iba adosada al cine normal.
Las llamadas seriales dominicales eran historias dirigidas al público infantil o juvenil, y que por ende, ofrecían historias de vaqueros, de aventuras o de ciencia ficción. Constaban de una docena de capítulos, de algunos minutos de extensión cada uno, y terminaban en cliffhangers que obligaban al espectador a acudir al cine el domingo siguiente, para saber cómo el protagonista saldría del peligro de muerte. Historias dominicales de matiné como por ejemplo Flash Gordon contra el universo no solo le dieron carta de naturaleza en el cine a personajes por entonces recientes como Flash Gordon, Supermán o Batman, sino que son la evidente fuente de inspiración para hitos fílmicos posteriores como Star Wars o Indiana Jones.
En la época comenzó también la relación entre el negocio del cine y el de la música. Personajes tan disímiles como Mario Lanza, Frank Sinatra, Marlene Dietrich, Jorge Negrete o Carmen Miranda, por mencionar unos pocos ejemplos casi al azar, desarrollaron carreras paralelas como cantantes y actores, con éxito variable según la época y el país.

### Cine por país
Para la historia del cine de cada país o cada cultura (geográficamente) o en lengua no inglesa, véase:
- cine budista
- cine de Alemania
- cine de América Latina
- cine de Argentina
- cine de Asia Central
- cine de Asia del Sudeste
- cine de Asia del Sur
- cine de Asjabad
- cine de Armenia
- cine de Bélgica
- cine de Bolivia
- cine de Bosnia y Herzegovina
- cine de Brasil
- cine de Burkina Faso
- cine de Cantabria
- cine de China
- cine de Chile
- cine de Colombia
- cine de Corea
- cine de Cuba
- cine de Dinamarca
- cine de Ecuador
- cine de El Salvador
- cine de Eslovaquia
- cine de España
- cine de Francia
- cine de Gran Bretaña
- cine de Grecia
- cine de Honduras
- cine de Hong Kong
- cine de Hungría
- cine de India
- cine de Irán
- cine de Irlanda
- cine de Italia
- cine de Japón
- cine de Kazajistán
- cine de la República Checa
- Cine de República Dominicana
- cine de la Unión Soviética
- cine de los Países Bajos
- cine de los países escandinavos
- cine de México
- cine de Moldavia
- cine de Perú
- cine de Polonia
- cine de Portugal
- cine de Puerto Rico
- cine de Rumania
- cine de Rusia
- cine de Taiwán
- cine de Turkmenistán
- cine de Turquía
- cine de Venezuela
- cine de Yugoslavia
- cine en catalán
- cine en esperanto
- cine tamil

## Crisis de Hollywood y nuevos rumbos del cine

### Hollywood entra en crisis
Para la Segunda Guerra Mundial, la maquinaria productiva de Hollywood estaba tan bien engrasada, que muchos estudios pudieron prestar activos servicios creando filmes más o menos propagandísticos de apoyo a los Aliados, y en contra del Eje. Pero una vez terminada la conflagración, Hollywood experimentó problemas.
En primer lugar, hubo juicios contra los estudios por el monopolio que ejercían. En 1948, los tribunales de justicia les obligaron a desprenderse de las cadenas de cine, debiendo limitarse a la producción de las películas, perdiendo la distribución. Al mismo tiempo, los artistas, cada vez más célebres, empezaron a rebelarse contra las imposiciones de los estudios. Olivia de Havilland llevó su contrato a juicio, y tras un largo tiempo litigando, ganó. Con esto, el control que los estudios ejercían sobre actores y directores se resquebrajó.
Para colmo, Hollywood debió afrontar un nuevo enemigo: la popularización de la televisión. Las series de televisión barrieron con las series de matiné, y los noticiarios televisivos reemplazaron a los cinematográficos. En un tiempo, se pensó que la televisión acabaría con el cine.
Hollywood respondió reforzando los aspectos en los cuales la televisión no podía competir, concretamente la espectacularidad. Así, el género épico experimentó un nuevo auge, con filmes como El manto sagrado, Sinuhé el egipcio o Ben-Hur. Todos ellos se beneficiaron de avances técnicos como la pantalla panorámica, gracias a innovaciones como el cinerama o el cinemascope.
En esta época se estandarizó el cine en color. Technicolor ya había nacido en el año 1917, aunque en un proceso más rudimentario que solo utilizaba dos colores, que evolucionó a lo largo de los años 20 y primeros 30, hasta que en 1934 se estrenó la primera película con una escena de acción real en Technicolor de tres colores, El gato y el violín. Poco después Becky Sharp (1935) sería el primer largometraje íntegramente rodado en color. A pesar de todo ello, las complicaciones de rodar en color (se requería el triple de luz que con el sistema en blanco y negro y cámaras tres veces más grandes y pesadas) hizo que el cine en blanco y negro siguiera predominando una década y media más. Con la evolución y simplificación de Technicolor así como la aparición de otras compañías de cine en color como Eastmancolor entre otras que estimularon la competencia, el cine en blanco y negro quedó relegado a películas de bajo presupuesto o en las que era necesario por razones exclusivamente artísticas.

### Cine de autor contra cine de productor
Mientras Hollywood luchaba por superar la crisis, en el resto del mundo se imponían nuevas ideas fílmicas. Impregnados del espíritu de las vanguardias artísticas de la primera mitad del XX, en Europa comenzó la experimentación formal, que llevó a la creación de nuevas formas fílmicas.
La primera de ellas, en la Europa posterior a la Segunda Guerra Mundial, fue el Neorrealismo. Nació en Italia, como reacción al cine fascista del régimen de Mussolini, y buscaba la máxima naturalidad, con actores no profesionales, iluminación natural, etcétera, y con un cine de fuerte crítica social. Se considera inaugurado el género con Roma, ciudad abierta (1945), aunque suele considerarse como su mayor representante el Ladri di biciclette de Vittorio de Sica (1948). El neorrealismo se agotó pronto, pero muchos cineastas formados o desarrollados en este, siguieron rodando después (Federico Fellini, Luchino Visconti, Roberto Rossellini, etcétera).
Esta tendencia hacia un cine más realista y menos espectacular fue recogida en otros lugares de Europa. En Francia, François Truffaut le dio el definitivo empuje a la nouvelle vague, con filmes como Los cuatrocientos golpes; los cineastas se agruparon en torno a la revista Cahiers du Cinéma, que utilizaron como vehículo de sus ideas sobre el cine. Destaca, aparte de Truffaut, J. L. Godard (Al final de la escapada). Este fenómeno encontró paralelo en el free cinema inglés, y después se proyectó en Latinoamérica, muy en particular en el cinema novo de Brasil, con filmes como Dios y el diablo en la tierra del sol.
Gran parte de la actividad intelectual en torno al cine se desarrollaba no en los estudios de productores, sino en los foros, en donde se proyectaban filmes, y se discutía sobre ellos entre el público interesado. Cahiers du Cinéma definió su propio cine como un cine de autor, o sea del director, frente al cine hollywoodense, el cual era considerado cine de productor, y por ende, reivindicaba la mirada artística y personal del director, por encima de las exigencias comerciales. Esto le abrió las puertas a cineastas con propuestas tan personales como Ingmar Bergman (El séptimo sello), Luis Buñuel (Los olvidados, Viridiana, Bella de día), Stanley Kubrick (2001: Odisea del Espacio o La naranja mecánica), Pier Paolo Pasolini (Salò o los 120 días de Sodoma), Werner Herzog (Aguirre, la cólera de Dios ), o Andréi Tarkovski (Stalker), por ejemplo, además de allanar el camino para cineastas no europeos, como por ejemplo el japonés Akira Kurosawa (Rashōmon). También hubo filmes que trataron géneros considerados como típicamente hollywoodenses y los plantearon en sus propios términos, como por ejemplo Barbarella (la ciencia ficción), Los paraguas de Cherburgo (la comedia musical), El Evangelio según San Mateo (el cine bíblico) o El bueno, el feo y el malo (el western).
La ironía es que muchos actores y actrices de estos movimientos, con el tiempo se convirtieron en estrellas tan rutilantes como las hollywoodenses: fue el caso de Brigitte Bardot, Catherine Deneuve, Isabelle Adjani, Jean-Paul Belmondo, etcétera. Parte de su encanto radicaba en que se permitían muchas libertades sexuales que las estrellas de Estados Unidos no podían o no querían por la censura imperante en Hollywood.
Tampoco desapareció en Europa el cine comercial. El despliegue de colosalismo por parte de Hollywood encontró respuesta en el desarrollo del peplum primero, y cuando este se agotó, en el spaghetti western. Fuera de Europa también hubo otras manifestaciones fílmicas que se hicieron prontamente comerciales, como por ejemplo el cine de artes marciales procedente de Hong Kong. Todas estas productoras trabajaban artesanalmente, y no podían competir con la alta calidad técnica de Hollywood, por lo que se esforzaron en la cantidad, redefiniendo así el cine de serie B.

### La renovación del cine en Estados Unidos
Todos estos cambios en el cine, que seguían de cerca a la sociedad, iban a golpear al cine de Estados Unidos. Así es como en las décadas de 1960 y 1970 se formaron una serie de nuevos cineastas, que redefinieron la noción de cine hollywoodense. A pesar de sus muy dispares temáticas y preocupaciones, o quizás por eso mismo, todos tenían en común el privilegiar una mirada personal o autoral de sus películas, por sobre el cine comercial. Se suele considerar como el pionero de este movimiento a John Cassavetes, junto a otros nombres como Shirley Clarke, Barbara Loden, Paul Morrissey, Elaine May, Mark Rappaport y Robert Kramer. Directores como Woody Allen, Martin Scorsese, Francis Ford Coppola, Robert Altman o Peter Bogdanovich también contribuyeron a ese paso del cine americano, pero siempre más amparados por la industria y sin alcanzar los extremos de marginalidad que caracterizaron al grupo de Cassavetes.
Los nombres de Steven Spielberg y George Lucas son asociados con frecuencia al cine comercial que imperó desde la década de 1980 en adelante, pero no siempre se recuerda que en sus inicios, eran cineastas independientes cuyas propuestas (American Graffiti en el caso de Lucas, o Tiburón en el de Spielberg) eran consideradas como excéntricas.
También prendió con fuerza, en la serie B, el cine exploitation, en respuesta al cine de bajo presupuesto que llegaba desde el extranjero. El género más autóctono en la serie B estadounidense de la época fue el Blaxploitation, que trataba historias de pandillas y maleantes negros, con altas dosis de violencia y sexo para la censura de la época.

## El cine reciente

### La llegada de losblockbuster
Marcado en parte por los sucesos de la década de 1970 (Watergate, Vietnam, el fin del movimiento hippie), el cine de ese tiempo se había vuelto más oscuro, con filmes legendarios como El padrino, Apocalypse Now o Cabaret, por mencionar ejemplos concretos. En cuanto a películas de simple entretenimiento, se pusieron de moda las de catástrofes, como por ejemplo Aeropuerto y El coloso en llamas, con el productor Irwin Allen explotando el género hasta el agotamiento.
Sin embargo, en 1977, el cineasta George Lucas, con su película La guerra de las galaxias, cambió esto para siempre. Lucas hizo un trato con Fox, que los ejecutivos del estudio consideraron muy ventajoso, por el cual la Fox se llevaba las ganancias por la película, y Lucas por la mercadotecnia; por los resultados posteriores, mucho mejores para Lucas que para la Fox, los estudios entendieron que las películas podían ser explotadas económicamente de manera mucho más amplia que hasta la fecha. Surgió así el concepto moderno de blockbuster, una película que se vende como "estreno de la temporada", que supondrá un gran golpe de taquilla, y que será el vehículo principal para la venta de una extensa mercadotecnia, a través de la concesión de una franquicia sobre la película y sus personajes, a jugueterías que venderán figuras con el personaje, cadenas de comida rápida que harán promociones, etcétera. Algunos de estas primeras películas explotadas con mayor o menor habilidad como modernos blockbuster fueron Close Encounters of the Third Kind de Steven Spielberg o Superman: The Movie de Richard Donner; en 1981 George Lucas y Steven Spielberg unieron fuerzas para una nueva franquicia, la de Indiana Jones.
El concepto de la película como una franquicia desarrolló también el concepto de secuela. Existían algunas previamente (The Godfather Part II, La novia de Frankenstein, etcétera), e incluso una franquicia fílmica como James Bond había acumulado la respetable cantidad de una decena de entregas, pero con secuelas como Superman II, Rocky II o El Imperio contraataca, el pensar las películas como eventos con posible continuación para explotar la franquicia dejó de ser algo excepcional, para pasar a ser la norma. Por otro lado el cine se hizo más liviano, perdiendo profundidad temática.

### Cine comercial y cine de arte
A medida que las películas de Hollywood se hacían cada vez más grandes en forma, y más escasas de contenido, el cine de otras regiones fue reaccionando a su vez. Así, se profundizó la grieta entre el llamado cine comercial, cuya principal factoría siguió siendo Estados Unidos, y el cine arte, elaborado en mayor abundancia en otras regiones del mundo. Esto se debió a varias razones. Por una parte, el cine comercial se hizo cada vez más caro de producir, y por ende, menos productoras podían incursionar en él (fundamentalmente de Estados Unidos); aunque esta tendencia se revirtió en parte con el auge de la computación, como lo prueban filmes europeos comerciales como los manufacturados por Luc Besson (Nikita, El quinto elemento), por ejemplo. En segundo lugar, realizar películas con contenido artístico se transformó para los círculos culturales europeos, latinoamericanos o asiáticos en una especie de estandarte cultural, para oponerse a la cultura de los Estados Unidos. De todas maneras, esta línea divisoria, muy marcada en las décadas de 1980 y 1990, se fue diluyendo entrado el siglo XXI, porque las nuevas posibilidades de los efectos especiales por computadora y el cine digital permitieron abaratar los costos de las películas comerciales. Además, el cine arte nunca desapareció por completo de Estados Unidos, como lo prueba un cineasta como David Lynch (Terciopelo azul, Twin Peaks), el cual, de todas maneras, para muchas de sus películas debió recurrir a capitales europeos.
Esta línea divisoria se observó en particular en el ámbito de los premios. Las películas "comerciales" aspiraban a ganar principalmente el Óscar, mientras que aquellas realizadas con vocación de "cine arte" tendían a buscar reconocimiento en Cannes, Berlín, o Venecia. Aunque esto sigue sin ser una regla absoluta, ya que hubo películas "comerciales" que buscaron reconocimiento artístico en Cannes (por ejemplo, Shakespeare in Love), y cineastas "artísticos" que buscaron publicidad en Hollywood (por ejemplo, Pedro Almodóvar).
El movimiento más importante relacionado con el cine europeo de la época fue el movimiento Dogma 95. Planteándose como reacción al cine comercial, postulaban un cine naturalista, sin efectos de sonido ni banda sonora, con actuaciones más bien espontáneas, y filmadas con iluminación natural. Esto fue posible en buena medida gracias a la aparición de la cámara digital. Ideológicamente, Dogma 95 se inscribía en la línea intelectual de la crítica a la burguesía, tan cara al cine europeo posterior a la Segunda Guerra Mundial. Nada de esto era nuevo, porque en su tiempo, el Neorrealismo había adoptado presupuestos muy parecidos, y por análogas razones. Y por similares motivos también, Dogma 95 tuvo una muy corta vida, y sus cultores volvieron lentamente a los usos del cine de siempre, aunque los cineastas formados a su alero ejercieron una marcada influencia cultural. El más conocido de ellos es Lars von Trier quien, de todos modos, después se desmarcó del movimiento.

### Bollywood, el Hollywood de la India
Mención aparte merece el surgimiento de Bollywood en la India. Ya en 1913 se había fundado un estudio dirigido por Dadahaseb Phalké, que produjo unas treinta películas en diez años. Sin embargo, fue con Alam Ara (1931), la primera película sonora de la India, la que marcó un antes y un después, al crear una de las más características tradiciones de Bollywood: el peso de los números musicales dentro de los filmes. A partir de entonces se diseminaron por la India varios centros de producción que se especializaron: cine histórico y superproducciones en Bombay, dramas románticos en Poona, fantasía en Calcuta. La barrera idiomática en un subcontinente con centenares de lenguas hizo que el cine occidental apenas llegara a dichas tierras, pero la gran población le permitió a este mercado cinematográfico ser prácticamente autosuficiente, de modo que Bollywood creció de manera paralela y autónoma al cine hollywoodense, europeo o soviético, desarrollando sus propios códigos y cánones, a veces sumamente extraños para el espectador occidental, pero que le confieren un sabor único dentro de la cinematografía mundial.

## Cine en elsigloXXI

### Cine y postmodernidad
Para cierto sector de la crítica, el cine ingresó hacia la década de 1980 en el postmodernismo. De ahí que se hablara del agotamiento de las vanguardias, de la imposición del concepto de simultaneidad por sobre el de continuidad, del reciclaje de viejos materiales. Hitos de este cine posmoderno serían filmes como Blade Runner (1982) o Pulp Fiction (1994), filmes armados a partir de la recreación de viejos códigos fílmicos y literarios que han perdido vigencia como tales, como por ejemplo el cine negro o el pulp. Contribuye a esta impresión, la dilución que las películas han ido experimentando debido al fenómeno del blockbuster, en el cual éstas se venden como parte de un gran paquete promocional de otros productos relacionados, como por ejemplo la banda sonora, la novela o el videojuego de la película. Estos ensamblajes multimedia han sido particularmente visibles en fenómenos como The Blair Witch Project o The Matrix, que buscaban ser no solo películas, sino experiencias totales que abarcaran también Internet. Se considera al "cine postmoderno" como una categoría nueva de cine o no, el caso es que la experiencia de ver un filme a finales del siglo XX y comienzos del siglo XXI, era radicalmente diferente a la de las generaciones anteriores.

### El cine e Internet
La generalización de las tecnologías relacionadas con el ordenador cambió al cine para siempre. Los antiguos efectos especiales a base de maquetas y sobreimpresiones pasaron a ser desarrollados mediante computadoras. La primera película con efectos digitales fue Tron (1982), pero desde ahí el desarrollo fue fulminante, hasta el punto que en 1995 la compañía Pixar pudo realizar el primer largometraje íntegramente realizado por computadora (Toy Story), y en 2004, la película Sky Captain y el mundo del mañana era completamente virtual, siendo reales solo los actores protagonistas, quienes rodaron íntegramente frente a una pantalla azul. Un paso muy simbólico lo dieron los Estudios Disney, cuando después del fracaso de su filme en animación tradicional Home on the Range, cerraron esta división y se concentraron en el mercado de la animación por computadora.
Internet supuso también un desafío mayúsculo para los grandes estudios, debido a que el brutal crecimiento de la capacidad de almacenaje en discos duros y portátiles (CD-ROM y DVD entre otros) llevó a que por primera vez se pudiera reproducir de manera virtualmente ilimitada una película íntegra, sin pérdida significativa de calidad. El siguiente paso vino con el surgimiento de las redes P2P ("peer to peer"), que permiten intercambiar información de todo tipo sin un servidor central, y que muchos usuarios empezaron a emplear para descargar películas gratuitamente desde la red, compartiendolas entre ellos.
Todo lo anterior abrió un intenso debate, que aún no termina, en torno al problema de la propiedad intelectual en Internet. Los grandes estudios se quejan de las pérdidas que este intercambio origina, y los usuarios por su parte contraatacan esgrimiendo el principio de democracia en la red. Esta democratización, por su parte, ha llevado a que muchos realizadores independientes hayan optado por el cine digital, grabando sus películas y editandolas por ordenador, para luego colocarlas en sitios de intercambio de información, como por ejemplo YouTube o Vimeo, este último muy utilizado por cineastas independientes. También se ha simplificado el proceso de convocatoria a festivales de cine, con lo cual el cine independiente, realizado al margen de los grandes estudios, se ha visto fuertemente potenciado. Todo lo anterior ha llevado a una fuerte democratización del cine. Todas estas tendencias son incipientes, y aún es demasiado pronto para determinar cómo será el nuevo mercado del cine que emergerá en un futuro cercano.
También Internet ha servido para la difusión del cine clásico. Una colección de películas de dominio público se encuentran en el Internet Archive, una completa base de datos para la preservación de la historia del cine. Prelinger Archives contenía, en 2005, 1.969 películas, todas ellas de libre uso, ya sea personal o comercial.
Las modernas técnicas de producción digitales, asociadas a internet, han propiciado lo que se conoce como cine unipersonal o solo filmmaking, es decir, películas hechas casi íntegramente por una sola persona, circunstancia que se puede dar sobre todo en el cine de animación. Ejemplos como Killer Bean Forever, de Jeff Lew, con una producción que emplea a en torno a seis personas, o La ruta de los elefantes, de Pedro Alonso Pablos, hecha íntegramente por él mismo con ayuda de una actriz de doblaje, comienzan a proliferar.

### Cine digital

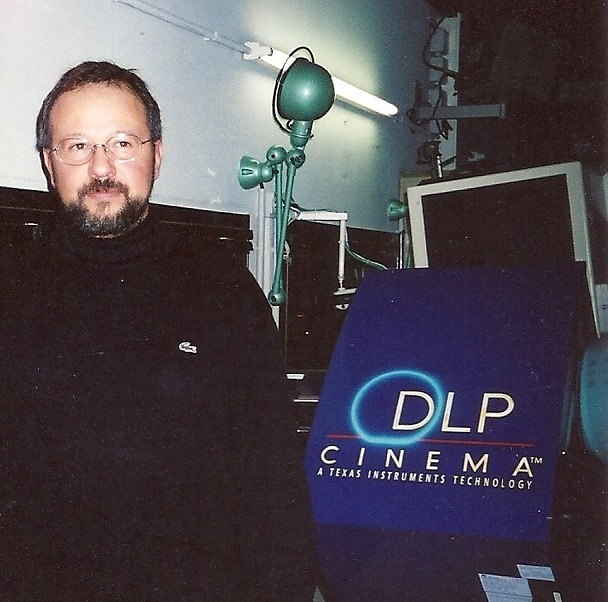
París : primera proyección de cine digital público de Europa (2000)

El 2 de febrero de 2000, en París, Philippe Binant realizó la primera proyección pública de cine digital de Europa, fundada sobre la aplicación de un MEMS (DLP CINEMA) desarrollado por Texas Instrumentos.
Con la rápida difusión del digital y la proliferación de formatos, el Digital Cinema Iniciativas (DCI), trabajando junto con miembros del comité SMPTE de protocolos, publicó un sistema de especificaciones que han adoptado las mayores productoras estadounidenses. Resumiendo, los protocolos indican que las imágenes sean codificadas con el estándar ISO/IEC 15444-1 "JPEG2000" (.jp2) y que se use el espacio de color CIE XYZ a 12 bits por componentes codificado en una gama de 1/2.6; que para el audio se utilice el formato “Broadcast Wave” (.wav) a 24 bits; también hablan del cifrado y otros detalles técnicos.